# Thysanocroce damarae
Thysanocroce damarae is een insect uit de familie van de Nemopteridae, die tot de orde netvleugeligen (Neuroptera) behoort. 
Thysanocroce damarae is voor het eerst wetenschappelijk beschreven door McLachlan in 1898.